# Franklin Sumner Earle
Franklin Sumner Earle (1856 – 1929) è stato un micologo statunitense autore del The Genera of North American Gill Fungi.